# 张伟群
张伟群（1916年9月—2000年1月），原名顾文范，曾用名顾岐，浙江省诸暨县人，中国共产党副省级高级干部。

## 生平
高小文化程度。1936年春参加革命。加入上海文艺界救国会、上海职业界救国会等抗日救亡群众组织，在党的领导下，参加各种抗日救亡活动。
1938年1月受党派遣，在浙江省委、金衢特委交通联络站工作，后担任浙江省委机关秘书。1938年4月加入中国共产党。1939年4月遭国民党当局逮捕入狱，经党组织营救释放。1941年皖南事变后任新四军第七师游击队连政治指导员、营政治处主任、组织股长。1943年任新四军大别山工委书记。
1945年10月，任皖西工委副书记、皖西支队副政委。1947年11月任皖西二地委（桐城地委）副书记兼皖西军区第二军分区第二政委。1949年4月任安庆市人民政府市长。1949年9月任安庆专署专员。
1952年2月任上海市提篮桥区区委书记、区长，上海市委机关整风办公室副主任、上海市委农村工作部副部长、上海市委农村政治部副主任、上海市委监委常委。1966年8月任上海市徐汇区区委书记。1978年6月，任上海市房地产管理局清查组组长。1978年11月任上海市建设委员会党组成员、政治部主任。1983年12月离休，享受副省级待遇。